# The Knife (The Knife)
The Knife è l'album discografico di debutto del gruppo musicale svedese The Knife, pubblicato nel febbraio 2001.

## Descrizione
L'album è stato registrato nell'estate 1999 in un cottage sull'isola svedese di Tjörn. Il duo ha inoltre registrato altre parti musicali sempre in Svezia: a Göteborg e a Stoccolma, in uno studio di Hökarängen.
Il disco è stato pubblicato nel febbraio 2001 in Svezia, nel marzo 2004 nel Regno Unito con l'aggiunta di tre tracce (High School Poem, Hannah's Conscious e Vegetarian Restaurant), nell'agosto 2006 negli Stati Uniti (Mute Records) e nel gennaio 2007 in Germania (V2 Records).

## Tracce
Testi e musiche dei The Knife.
1. Neon – 4:07
2. Lasagna – 5:07
3. Kino – 3:13
4. I Just Had to Die – 4:34
5. I Take Time – 3:04
6. Parade – 3:50
7. Zapata – 4:10
8. Bird – 4:34
9. N.Y. Hotel – 2:47
10. A Lung – 3:26
11. Reindeer – 7:11

## Formazione
- The Knife - composizioni, chitarra acustica, sax, basso, drum machine, chitarra elettrica, organo, sampler, synth, ingegneria, missaggio, produzione, design
- Karin Dreijer Andersson - voce
- Henrik Jonsson - masterizzazione
- Albin Lindblad - battimani